# Джабиров, Айнди Хасанович
Айнди Хасанович Джабиров (род. 20 июля 2001) — российский тяжелоатлет, серебряный призёр чемпионата России 2021 года, мастер спорта России.

## Карьера
Тренируется под руководством призёра чемпионатов России Аслана Баматалиева. На соревнованиях представляет Чечню. Выступает в категории до 61 кг. На чемпионате России 2021 года в Ханты-Мансийске в рывке последовательно зафиксировал сначала 113, а затем в третьей попытке 117 кг и с этим результатом занял третье место в этом движении. В толчке Джабиров со второй попытки взял 135 кг, а в третьем подходе — 140 кг, что позволило ему стать вторым в толчке и общем зачёте (сумма в двоеборье — 257 кг).